# Platypalpus ostiorum
Platypalpus ostiorum är en tvåvingeart som först beskrevs av Becker 1902.  Platypalpus ostiorum ingår i släktet Platypalpus och familjen puckeldansflugor. Inga underarter finns listade i Catalogue of Life.